# General Aircraft
General Aircraft Limited, était un constructeur aéronautique créé en 1931 jusqu'à sa fusion avec Blackburn Aircraft en 1949 pour devenir Blackburn and General. Ses principales productions furent les planeurs et les avions de transport légers militaires.

## Histoire
General Aircraft Limited fut formé à l’aérodrome de Croydon le 27 février 1931 pour reprendre les actifs d’une autre société, Monospar Wing Company Ltd. En octobre 1934, la compagnie fut restructurée et transférée à l’aérodrome de Hanworth Feltham, En 1936, la société reçu l’ordre de construire 89 Hawker Fury II. Ceci fut suivi par d’autres contrats incluant la conversion de 125 Hawker Hind en avions formateurs. General Aircraft servit aussi de complexe de réparation pour les Supermarine Spitfire et ils modifièrent les Hawker Hurricane en Sea Hurricane. La compagnie devint un important créateur et manufacturier de planeurs durant la Seconde Guerre mondiale.
Après la guerre, General Aircraft se diversifia ses activités en construisant des maisons préfabriquées ainsi que des carrosseries de voitures.